# Języki amerindiańskie

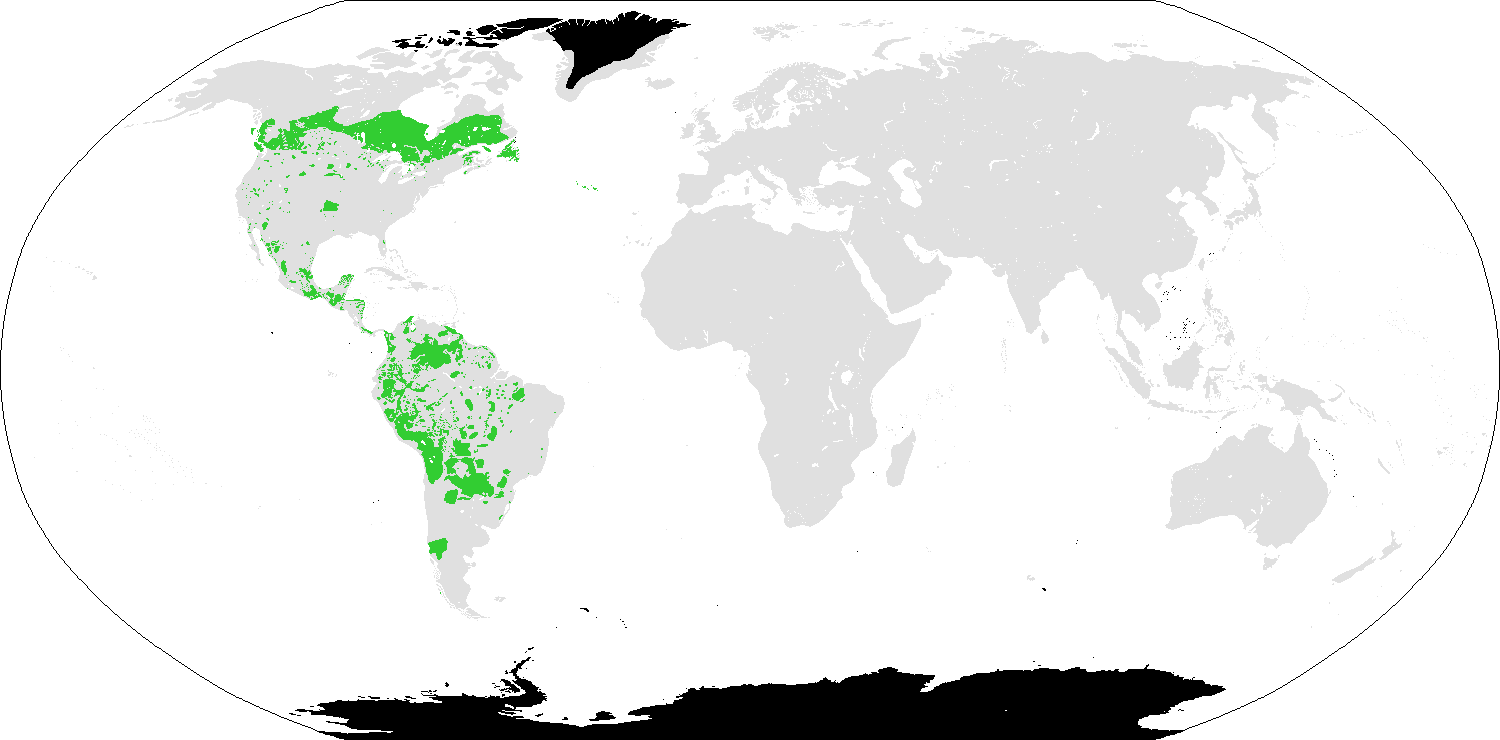
zasięg języków amerindiańskich

Języki amerindiańskie – postulowana makrorodzina lub fyla językowa, zaproponowana przez Josepha Greenberga, obejmująca wszystkie rdzenne języki Ameryki Północnej i Południowej z wyjątkiem języków eskimo-aleuckich i języków na-dene. Wyróżnienie fyli amerindiańskiej jest bardzo dyskusyjne i zostało odrzucone przez zdecydowaną większość językoznawców.
Czasami określenia „języki amerindiańskie” używa się dziś w odniesieniu do wszystkich języków rdzennych ludów obu Ameryk, jednak określenie to nie jest zalecane ze względu na możliwe skojarzenie z propozycją Greenberga.

## Klasyfikacja
- języki północnoindiańskie
- języki środkowoindiańskie
- języki czibcze
- języki andyjskie
- języki równikowe-tucanoan
- języki ge-pano-carib
- języki almosańsko-keresiuańskie (postulowane)